# Нойда
Нойда (англ. Noida — акронім від New Okhla Industrial Development Authority — «адміністрація промислового розвитку Нової Окхли», хінді नोएडा, Nōēḍā) — місто в індійському штаті Уттар-Прадеш, частина агломерації Делі. Адміністрація для управління територією нового міста була заснована 17 квітня 1976 року. Хоча адміністративним центром округу Ґаутам-Будх-Наґар, до якого відноситься місто, є Сураджпур, у Ноїді розташовано частину урядових офісів округу.

## Географія
Місто розташоване за 20 км від Нью-Делі, його межами є річки Ямуна і Хіндон та міста Делі і Ґхазіабад. 

### Клімат
Місто знаходиться у зоні, котра характеризується вологим субтропічним кліматом. Найтепліший місяць — червень із середньою температурою 34 °C (93.2 °F). Найхолодніший місяць — січень, із середньою температурою 14.2 °С (57.6 °F).
| Клімат Нойди            | Клімат Нойди | Клімат Нойди | Клімат Нойди | Клімат Нойди | Клімат Нойди | Клімат Нойди | Клімат Нойди | Клімат Нойди | Клімат Нойди | Клімат Нойди | Клімат Нойди | Клімат Нойди | Клімат Нойди |
| Показник                | Січ.         | Лют.         | Бер.         | Квіт.        | Трав.        | Черв.        | Лип.         | Серп.        | Вер.         | Жовт.        | Лист.        | Груд.        | Рік          |
| Середній максимум, °C   | 21,4         | 24,3         | 30,5         | 36,5         | 40,3         | 39,9         | 35,2         | 33,1         | 34,2         | 33,5         | 28,4         | 23,1         | 31,7         |
| Середня температура, °C | 14,2         | 17           | 22,8         | 28,9         | 33,1         | 34           | 30,9         | 29,3         | 29,3         | 26,4         | 20,5         | 15,5         | 25,2         |
| Середній мінімум, °C    | 7            | 9,7          | 15,1         | 21,2         | 26           | 28,2         | 26,7         | 25,6         | 24,4         | 19,3         | 12,6         | 8            | 18,6         |
| Норма опадів, мм        | 13.5         | 12.5         | 7.8          | 6.9          | 11.1         | 48.4         | 196.2        | 208.5        | 112.3        | 10.1         | 4.7          | 5.5          | 637.5        |
| ----------------------- | ------------ | ------------ | ------------ | ------------ | ------------ | ------------ | ------------ | ------------ | ------------ | ------------ | ------------ | ------------ | ------------ |
| Джерело: Weatherbase    |              |              |              |              |              |              |              |              |              |              |              |              |              |

## Населення
Населення міста у 2001 році становило близько 300 тис., а зараз за оцінками перевищило 500 тис. мешканців, більшість з яких працює у Делі. 

## Економіка
Власне місто є центром аутсорсингу інформаційних технологій, автомобільної промисловості, кіноіндустрії, телебачення і торговлі.

## Відомі особистості
В поселенні народилась:
- Ваані Капур (* 1988) — індійська актриса та модель.